# Rémi Santiago
Rémi Santiago (* 10. Dezember 1980 in Chambéry) ist ein ehemaliger französischer Skispringer.

## Werdegang
Das erste Mal sprang Santiago, der für den Verein St. Gervais Mt. Blanc startet, am 30. Januar 1999 im Skisprung-Weltcup. Gemeinsam mit Nicolas Dessum, Jérôme Gay und Lucas Chevalier-Girod kam er im Teamspringen auf den 10. Platz.
Am 12. Januar 2002 konnte Rémi Santiago mit Platz 29 in Willingen erstmals Weltcup-Punkte gewinnen. Der 29. Platz und die damit verbundenen Weltcup-Punkte waren jedoch das beste Resultat im Weltcup für Santiago. Er konnte in den folgenden vier Jahren seiner Skispringerkarriere nicht noch einmal in die Punkte springen.
Bei den Olympischen Winterspielen 2002 in Salt Lake City wurde er auf der Großschanze 31. und im Teamspringen gemeinsam mit Emmanuel Chedal, Nicolas Dessum und Florentin Durand Zehnter. Bei der Skiflug-Weltmeisterschaft 2002 in Harrachov gelang ihm ein überraschender 17. Platz. Ab Juli 2002 gehörte er fest zum französischen Kader im Continental Cup. Er wurde nur noch selten für ein Weltcup-Springen nominiert. Dabei schied er jedoch immer im ersten Durchgang aus und landete auf den hinteren Plätzen. Nachdem sich auch im Continental Cup für Santiago keinerlei Erfolge mehr erzielen ließen, beendete er nach dem Springen im Sommer-Grand-Prix auf seiner Heimatschanze in Courchevel am 14. August 2006 seine aktive Springerkarriere.